# Dongjia, Chongqing
Dongjia (kinesiska: 董家) är en köping i sydvästra Kina. Den ligger i Fengdu härad i storstadsområdet Chongqing, omkring 230 kilometer nordost om det centrala stadsdistriktet Yuzhong. Antalet invånare är 18727. Befolkningen består av 9 476 kvinnor och 9 251 män. Barn under 15 år utgör 23,0 %, vuxna 15-64 år 58 %, och äldre över 65 år 17,0 %.